# Гаргас (Верхняя Гаронна)
Гарга́с (фр. Gargas, окс. Gargàs) — коммуна во Франции, находится в регионе Юг — Пиренеи. Департамент — Верхняя Гаронна. Входит в состав кантона Фронтон. Округ коммуны — Тулуза.
Код INSEE коммуны — 31211.

## География
Коммуна расположена приблизительно в 580 км к югу от Парижа, в 18 км к северу от Тулузы.
На юге коммуны протекает река Жиру.

## Климат
Климат умеренно-океанический. Зима мягкая и снежная, весна характеризуется сильными дождями и грозами, лето сухое и жаркое, осень солнечная. Преобладают сильные юго-восточные и северо-западные ветры.

## Население
Население коммуны на 2010 год составляло 635 человек.
| 1962 | 1968 | 1975 | 1982 | 1990 | 1999 | 2010 |
| ---- | ---- | ---- | ---- | ---- | ---- | ---- |
| 198  | 172  | 262  | 316  | 425  | 520  | 635  |

## Экономика
В 2010 году среди 420 человек трудоспособного возраста (15—64 лет) 320 были экономически активными, 100 — неактивными (показатель активности — 76,2 %, в 1999 году было 71,1 %). Из 320 активных жителей работали 301 человек (161 мужчина и 140 женщин), безработных было 19 (10 мужчин и 9 женщин). Среди 100 неактивных 36 человек были учениками или студентами, 35 — пенсионерами, 29 были неактивными по другим причинам.

## Достопримечательности
- Церковь Св. Петра

## Фотогалерея
- Церковь Св. Петра
- Мэрия
- Карта коммуны